# اچ‌دی ۳۰۵۶۲
اچ‌دی ۳۰۵۶۲ یک ستاره است که در صورت فلکی جوی قرار دارد.